# مايلز بوكانان
مايلز بوكانان (بالإنجليزية: Miles Buchanan)‏ هو ممثل أسترالي، ولد في 1966 في أستراليا.

## أعمال

### مسلسلات
- فتاة من الغد
- نهاية الغد

## وصلات خارجية
- مايلز بوكانان على موقع IMDb (الإنجليزية)
- مايلز بوكانان على موقع قاعدة بيانات الفيلم (الإنجليزية)